# Ifé Central
Ife Central (em iorubá:  Gbongan Ife) é a área de governo local no Osun (estado), Nigéria. Sua sede fica na cidade de Ilê-Ifé ao sul da área.
Possui uma área de 111 km ² e uma população de 167.204 no censo de 2006.
O código postal da área é 220.